# Famille de Tillier
Pour les articles homonymes, voir Tillier.
La famille de Tillier est une famille valdôtaine de petite noblesse originaire du hameau homonyme dans la paroisse de Fénis, qui a « donné à l'église beaucoup de religieux et de prêtres » et dirigé de facto le Conseil des Commis pendant un siècle. En effet, à partir de l’élection de Eugène-Gaspard, en 1679, jusqu’au début du XIXe siècle, les fonctions de secrétaire du Conseil des Commis furent transmises, en quelque sorte héréditairement, au sein de la famille De Tillier.

## Personnalités

### Membres du Conseil des Commis
- Eugène-Gaspard de Tillier (1630 - † 20 décembre 1699), homme d'armes et de loi, il sert le roi Charles-Emmanuel II de Savoie à Vienne et Ratisbonne au cours de la décennie 1660 et se met au service de la république de Venise jusqu'à son élection comme secrétaire du Conseil des Commis en 1679[2].
- Jean-Michel de Tillier (4 novembre 1634 - 7 juillet 1721), de la baronnie de Quart frère cadet du précédent et élu au Conseil des Commis en 1686. Époux de Anne-Marie Derriard, fille de Sulpice, lieutenant au bailliage d'Aoste.
- Jean-Baptiste de Tillier (Aoste, 24 juin 1678 - † Aoste, 11 mars 1744), fils de Jean-Michel et successeur de son oncle en 1700, était un homme politique et historien valdôtain de langue française, qui fut un haut fonctionnaire du duché d'Aoste pendant 44 ans. Il est considéré comme le « Père de l'histoire valdôtaine ».
- François-Antoine de Tillier (Aoste 10 septembre 1704 - 12 décembre 1755), fils de Jean-Baptiste, secrétaire associé de son père à l'assemblée des États du Duché d'Aoste le 27 septembre 1742 et qui exerça ses fonctions jusqu'à 1754 avant de mourir sans héritier.
- François-Gaspard-Eugène de Tillier, (né à Aoste le 15 décembre 1724, autre fils de Jean-Baptiste qui succéda à son demi-frère au Conseil des Commis et qui épouse Marie-Francoise Gippa d'Hône. Il doit participer à partir du 16 décembre 1768 à la « Royale Délégation » chargée de mettre en œuvre l'extinction des cens dans la Vallée d'Aoste mais aussi instituée par le roi  Charles-Emmanuel III de Sardaigne pour mettre fin au régime valdôtain par le biais des « Royales Constitutions » (1770) et du « Règlement Particulier » (1773)[3].
- François-Antoine (II) de Tillier (né en novembre 1753 mort le 20 juin 1812) , fils de François-Gaspard-Eugène de Tillier, qui succède à son père au Conseil des Commis devenu une simple chambre d'enregistrement qui ne se réunit plus pour délibérer à partir de 1766. Commissaire de police d’Aoste détaché auprès du Préfet pour la réalisation de statistiques dans le Département de la Doire.

### Autres personnalités éminentes
- Jean-Georges de Tillier, chanoine de la cathédrale d'Aoste, l'un des six otages (deux pour le clergé, la noblesse et le peuple)  emmenés à Chambéry, en 1691 pendant la Guerre de la Ligue d'Augsbourg, par les armées françaises en garanti du paiement complet de la contribution de guerre. Ils réussissent à s'évader[4].
- Philibert-Amédée de Tillier (né à Aoste en 1728 † 1er juin 1793 à Saint-Vincent), fils de l'historien Jean-Baptiste de Tillier. Il est nommé  curé de Saint-Vincent en octobre 1762. Il meurt cinq jours après l'entrée des armées révolutionnaires de la République française dans la Vallée d'Aoste. Il est le dernier noble à être curé de la paroisse[5]
- Jean-Baptiste Elzéard de Tillier (Aoste, 30 mai 1791 - 10 novembre 1828) fils de Balthazar Auguste, bénéficier de la cathédrale d'Aoste (1799-1825), prêtre en 1816, vicaire à Saint-Étienne d'Aoste (1817-1819), puis à Sarre en 1819, chanoine de la cathédrale d'Aoste (1825-1828)[6].
- Pierre-Jérôme de Tillier, (Aoste, le 19 juin 1768 - † 1829) est un militaire « sarde » au service de la France à partir de 1802. Il est le fils cadet de François-Gaspard-Eugène de Tillier. Chevalier de la Légion d'Honneur le 3 mars 1807, il est naturalisé français par l'ordonnance royale no 659 du 6 juillet 1814.